# Касамацу

35°22′2″ пн. ш. 136°45′48″ сх. д. / 35.36722° пн. ш. 136.76333° сх. д.
Касама́цу (яп. 笠松町, かさまつちょう, МФА: [gkasamat͡su̥ t͡ɕoː]) — містечко в Японії, в повіті Хасіма префектури Ґіфу. Станом на 1 квітня 2009 площа містечка становила 10,36 км². Станом на 1 липня 2011 населення містечка становило 22 830 осіб.